# Gretta Chambers
Gretta Chambers CC OQ (* 15. Januar 1927 in Montreal, Kanada; † 9. September 2017 ebenda) war eine kanadische Journalistin und Hochschulkanzlerin.  Sie war die erste Kanzlerin der McGill University.

## Leben und Werk
Chambers war das älteste Kind von drei Kindern des englischsprachigen Walter Margrave Taylor und der französischsprachigen Simone Beaubien. Ihr Bruder ist der kanadische Philosoph Charles Taylor. Sie erhielt, wie viele andere Mädchen ihrer Generation, Hausunterricht, anstatt auf eine konventionelle Schule geschickt zu werden. Sie besuchte zunächst die Schule von Miss Edgar's and Miss Cramp's School und wechselte dann in das Mädcheninternat Rothesay Netherwood School. Sie begann ihr Studium im Alter von 16 Jahren an der McGill University, wo sie 1947 ihren Bachelor-Abschluss in Politikwissenschaften erhielt. Anschließend arbeitete sie als Assistentin in einer Kinderzahnarztpraxix. Im Januar 1951 heiratete sie den Politiker Egan Chambers, mit dem sie in sechs Jahren fünf Kinder bekam.
Von 1964 bis 1978 schrieb und moderierte sie eine wöchentliche Radiosendung auf CBC mit dem Titel The Province in Print, die englischen Hörern französische Themen und Meinungen erklärte, und von 1978 bis 1983 schrieb sie eine wöchentliche Kolumne für The Gazette. Chambers war von 1977 bis 1980 Moderatorin von The Editors, einer wöchentlichen Public-Affairs-Sendung, die auf CFCF 12 und einer Reihe anderer Privatsender in Kanada ausgestrahlt wurde. Von 1977 bis 1980 war sie Mitglied der Redaktion und Journalistin des Report Magazine und seit 1988 Kolumnistin für The Regina Leader Post und die London Free Press.
Chambers wurde 1978 Mitglied des Board of Governors und 1988 emeritierte Gouverneurin. Sie war Mitglied des Conseil de la magistrature du Québec und leitete 1992 die Task Force für das anglophone Schulnetzwerk in Quebec sowie den Beirat zum Englischunterricht für den Minister für Bildung, Freizeit und Sport. Sie war Vorstandsmitglied der Laurentienne générale und des Institut de Design de Montréal.
Von 1991 bis 1999 war sie die erste Kanzlerin der McGill University und wurde 2001 zur emeritierten Kanzlerin ernannt.
Sie war Vorsitzende des Vorstands des McGill University Research Institute und des Montreal Children's Hospital. Sie war Gründungsmitglied der Women's Y Foundation und 1955 deren erste Präsidentin.
Chambers starb 2017 im Alter von 90 Jahren.
In Anerkennung ihrer langjährigen Verdienste verleiht die McGill Alumni Association den jährlichen Chancellor Gretta Chambers Student Leadership Award.

## Ehrungen und Auszeichnungen
- 1993: Officerin des Ordre national du Québec (OQ)
- 1994: Mitglied des Order of Canada
- 1995: Aufnahme in die Academy of Great Montrealers
- 1997: Édouard-Montpetit-Medaille
- 1998: National Symposium on Official Languages Award
- 1999: Médaille de l'ordre de la Pléiade
- 2000: Mérite Philanthropique der Handelskammer von Quebec
- 2000: Companion des Order of Canada (CC)[8]
- 2001: Friend of Education Award des Canadian Council for the Advancement of Education
- 2001: Ehrendoktorwürde der McGill University
- Ehrendoktorwürde der University of Victoria
- 2012: Sheila and Victor Goldbloom Distinguished Community Award
- 2016: Kommandeurin des Ordre de Montréal[9][10]